# Мал Радобил
Мал Радобил или Мали Радобил (на македонска литературна норма: Мал Радобил) е село в община Прилеп, Северна Македония.

## География
Селото е разположено източно от общинския център Прилеп.

## История
В XIX век Мал Радобил е село в Тиквешка кааза на Османската империя. В „Етнография на вилаетите Адрианопол, Монастир и Салоника“, издадена в Константинопол в 1878 година и отразяваща статистиката на населението от 1873 година, Мало Радобил (Radobil-malo) е посочено като село в Прилепска каза с 25 домакинства и 123 жители българи.
Според статистиката на Васил Кънчов („Македония. Етнография и статистика“) от 1900 година Мало Радобилъ има 168 жители, всички българи християни.
В началото на XX век българското население на селото е под върховенството на Българската екзархия. По данни на секретаря на екзархията Димитър Мишев („La Macédoine et sa Population Chrétienne“) през 1905 година в Малко Радобил има 160 българи екзархисти.
По данни на българското военно разузнаване в 1908 година:
| „ | Радобил [е] християнско свободно село около 120 къщи. Едно от най-богатите села [в Тиквеш]. | “ |

При избухването на Балканската война 1 човек от Мал Радобил е доброволец в Македоно-одринското опълчение.
В 1913 година е построена църквата „Рождество Богородично“.
Според преброяването от 2002 година селото има 10 жители, всички северномакедонци.

## Личности
Родени в Мал Радобил
- Насе Димов, македоно-одрински опълченец, 22-годишен, земеделец, 2 рота на 4 битолска дружина[8]